# Tramea carolina
Tramea carolina – gatunek ważki z rodziny ważkowatych (Libellulidae). Występuje na terenie Ameryki Północnej i Karaibów.